# Wilhelm Killing
Wilhelm Karl Joseph Killing (Burbach, 10 de mayo de 1847-Münster, 11 de febrero de 1923) fue un matemático alemán.

## Biografía
Killing inició sus estudios universitarios en la universidad de Münster donde quedó totalmente decepcionado por el poco interés que había por las matemáticas. Después de dos años en Münster, ingresó en 1867 en la universidad de Berlín, donde fue discípulo de Karl Weierstrass y se doctoró en 1872. Los años siguientes dio clases en diferentes institutos de Berlín y de Brilon (Westfalia), hasta que en 1882 fue nombrado profesor de matemáticas de la escuela católica Hosianum de Braunsberg (actual Braniewo, Polonia), donde tuvo uno de sus periodos más productivos.
El 1892 fue nombrado catedrático de la universidad de Münster, en la que se jubiló en 1919. Fue rector de esta universidad en 1897-1898.
Killing empezó sus trabajos de investigación estudiando las geometrías no euclidianas, publicando dos artículos (1878 y 1880) en los que defendía la existencia de tres geometrías no euclidianas de curvatura constante: la de Lobachevski, la de Riemann y la de Klein. La consecuencia de estos trabajos sobre los fundamentos de la geometría, fue que lo condujeron al estudio estructural de los grupos de Lie y al análisis del álgebra de Lie con la intención de descubrir todas las posibles estructuras de los grupos finitos reales, sin haber conocido la obra de Lie.

## Epónimos
- Forma de Killing
- Vector de Killing
- Tensor de Killing